# F 단자
F 단자 또는 F 커넥터(F connector), F형 커넥터(F-type connector)는 일반적으로 "공중파" 지상파 TV, 케이블 TV에 일반적으로 사용되는 동축 RF 단자이며 일반적으로 RG-6/U 케이블 또는 RG-59/U 케이블과 함께 위성 TV 및 케이블 모뎀에 보편적으로 사용된다.
F 단자는 1950년대 초반 제럴드 일렉트로닉스(Jerrold Electronics)에서 케이블 TV 개발에 참여하던 중 에릭 E. 윈스턴(Eric E. Winston)이 발명했다. 1970년대에는 동축 케이블이 트윈 리드(twin-lead)를 대체하면서 VHF와 이후 미국 TV 안테나 연결인 UHF에서 일반화되었다. 현재 IEC 61169-24:2019에 지정되어 있다.

## 같이 보기
- 동축 케이블
- 컴포넌트 비디오
- 컴포지트 비디오
- RCA 단자